# Slaget om Bréville
Slaget om Bréville, Normandiet, fandt sted under anden verdenskrig i  tidsrummet 8. juni 1944 til 13. juni 1944 mellem den britiske  6. luftbårne division under kommando af general Richard Nelson Gale og den tyske 346. infanteridivision under kommando af generalløjtnant Erich Diestel.
Den tyske infanteridivisions enheder okkuperede landsbyen Bréville-les-Monts beliggende mellem floderne Orne og Dives, hvorfra tyskerne kunne observere den britiske luftbårne divisions positioner og forsvar af floden Orne og Caen-kanalens broer og bagvedliggende Sword Beach ved Ouistreham, Caens havneby.
Tyskerne foretog adskillige adskillige angreb på de britiske positioner fra Bréville-les-Monts for at opnå kontrol med de allieredes brohoved.
Briterne indledte et endeligt modangreb natten mellem den 12. og 13. juni 1944 og sikrede sig Bréville-les-Monts efter meget svære tab, 162 døde på britisk side, medens tyskerne havde 418 døde under den sidste træfning.